# Little India (Stadtviertel)

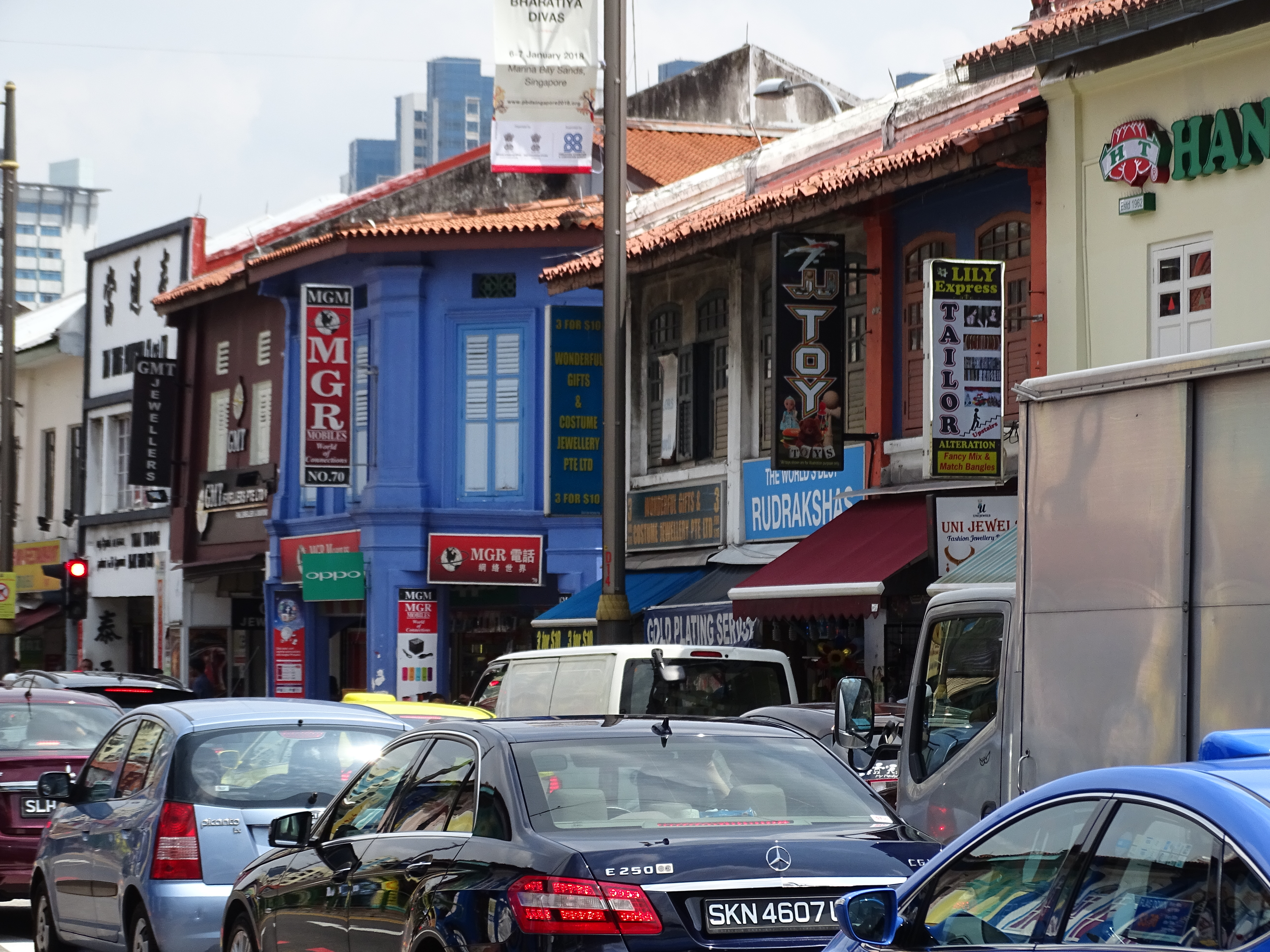
Eine Häuserfront in Little India (hier: Singapur)

Der Name Little India bezeichnet im Allgemeinen Viertel und Enklaven in einer Stadt, in der sich überwiegend Menschen indischer Abstammung konzentrieren, dort leben, ihre Geschäfte betreiben (insbesondere spezielle Kleidung, Lebensmittel einschl. Gewürze, Restaurants usw.). Solche Stadtviertel, die man außerhalb von Indien in der ganzen Welt finden kann, sind zu einem beliebten Touristenziel geworden.
Die Zielländer der aus Indien emigrierten Inder waren unterschiedlich. In frühen Zeiten siedelten sich indische Händler in Ländern, die an das Indische und das Pazifische Ozean angrenzten. Während der Kolonialzeit, insbesondere nach dem Verbot des Sklavenhandels, herrschte in den – nicht nur britischen – Kolonien ein enormer Bedarf an Arbeitskraft, was auch eine Emigrationswelle aus Indien in die Kolonien zur Folge hatte.
Ende 2018 gab es folgende große indische Gemeinden mit etwa einer Million oder mehr Mitgliedern, verteilt auf folgende Staaten:
| Vereinigte Staaten           | 4.460.000 |
| Vereinigte Arabische Emirate | 3.104.586 |
| Malaysia                     | 2.987.950 |
| Saudi-Arabien                | 2.814.568 |
| Myanmar                      | 2.008.991 |
| Vereinigtes Königreich       | 1.825.000 |
| Sri Lanka                    | 1.614.000 |
| Südafrika                    | 1.560.000 |
| Kanada                       | 1.016.185 |
| Kuwait                       | 929.903   |